# Лявониха
Лявониха (крутуха) ― парно-массовый белорусский народный танец-кадриль. Исполняется под мелодию народной песни «А Лявониху Лявон полюбил...», от которой и получил название.

## Хореографическая композиция танца
Исполняется парами с сольными вариациями под одноименную песню шуточного содержания. Танец динамичный, жизнерадостный. Музыкальный размер 2/4. Темп живой.
Хореографическая композиция танца складывалась из традиционных рисунков (круг, звёздочка, змейка, ворота), с разных переходов парами или линиями со сменой партнёров и кружением в парах, взявшись под руки. На свадьбе «Лявониха» была главным танцем, а на вечорках исполнялась после «Лянцея» и сопровождалась разнообразными шутливыми припевками, например:
А Лявониха не хороша была,

Немытую мне рубашку дала,

Немытую, не катанную,

У соседа взятую. 
Оригинальный текст (бел.)А Лявоніха не ладна была,

Нямытую мне кашульку дала,

Нямытую, не качаную,

У суседа пазычаную.

В некоторых местах Белоруссии «Лявониха» исполнялась как сольный танец. Исполнители по одному выходили в середину круга и танцевали, кто как мог. Движения танцоров были самыми разными ― топот, галоп, притоптывание.

## «Лявониха» на белорусской сцене

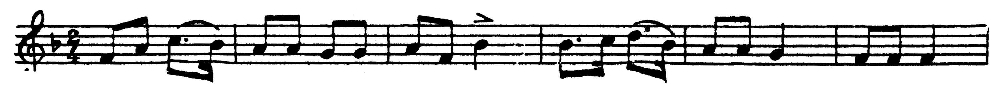
Лявониха

Впервые танец показан на сцене в этнографическом виде И. Буйницким. Первая сценическая редакция создана в 1920-е годы К. Алексютовичем.
«Лявониха» вошла в репертуар многих профессиональных и самодеятельных коллективов, использована в балетах «Соловей» М. Крошнера, «Князь-озеро» В. Золотарёва.